# Väinö Mäkelä
Väinö Mäkelä (Väinö Ilmari Mäkelä; * 20. Dezember 1921 in Mouhijärvi; † 19. Dezember 1982 in Tampere) war ein finnischer Langstreckenläufer.
Übr 5000 m wurde er bei den Olympischen Spielen 1948 in London Achter und bei den Leichtathletik-Europameisterschaften 1950 in Brüssel Vierter.
1949 wurde er Finnischer Meister im Crosslauf auf der Kurzstrecke und 1950 über 5000 m. Seine persönliche Bestzeit über 5000 m von 14:20,0 min stellte er am 29. August 1949 in Göteborg auf.